# Dankler Luis de Jesus Pereira
Dankler Luis de Jesus Pereira (sinh ngày 24 tháng 1 năm 1992) là một cầu thủ bóng đá người Brasil.

## Sự nghiệp câu lạc bộ
Dankler Luis de Jesus Pereira hiện đang chơi cho Vissel Kobe.